# القوة الخاصة لأمن المسجد الحرام
القوة الخاصة لأمن المسجد الحرام هي أحد القوات الأمنية التي تتبع للقوات الخاصة لأمن الحج والعمرة التابعة لوزارة الداخلية، تتكلف بمهمة الحفاظ على أمن المسجد الحرام وسلامة وراحة الزوار والحجاج والمعتمرين. يتولى قيادتها عقيد ركن دكتور  عطية بن حامد الغامدي 

## المهام
- وضع خطط أمنية لموسمي الحج والعمرة من كل عام.
- حفظ الأمن داخل المسجد الحرام وساحاته، ومتابعة الحالات الأمنية.
- تنظيم عمليات الدخول والخروج اليومية من وإلى الحرم المكي الشريف.
- التأكد من خلو المشايات والمسارات المخصصة للمشاة من الجلوس أو الافتراش.
- تقديم الأعمال الإنسانية من إرشاد ومساعدة كبار السن والعجزة والمرضى وغيرهم.
- تنظيم حركة المعتمرين في مواقع الازدحام.
- حراسة الحجر الأسود وتنظيم حشود الراغبين في تقبيله، وتسيير الحشود الراغبين في الصلاة داخل الحطيم، والراغبين في رؤية مقام إبراهيم.
- حراسة الإمام منذ دخوله حتى خروجه برفقة الضابط المستلم وقائد أمن المسجد الحرام وخفير المنبر الذي يتولى حراسة الإمام أثناء الخطبة.[3]

## قسم المراقبة
تدير قوة الأمن الخاصة بالحرم غرفة العمليات الموجودة لمراقبة صحن المطاف وساحات الحرم المكي، عن طريق 1200 كاميرا رقابية ثابتة ومتحركة منتشرة في جميع أنحاء الحرم، يستطيع من خلالها العاملون في القسم مساعدة رجال الأمن المتواجدون في ساحات الحرم والتواصل معهم من خلال أجهزة اللاسلكي والإشارة إلى أماكن الازدحام، والحالات التي تتطلب تدخلهم، يتبع قسم المراقبة وحدة النهاية الطرفية وهي الوحدة المختصة في البحث والتحري عن المطلوبين في قضايا أمنية وجنائية وتسليمهم إلى الجهات المختصة.